# 14940 Freiligrath
14940 Freiligrath este un asteroid din centura principală de asteroizi.

## Descriere
14940 Freiligrath este un asteroid din centura principală de asteroizi. A fost descoperit pe 4 martie 1995 la Tautenburg de Freimut Börngen. Asteroidul prezintă o orbită caracterizată de o semiaxă mare de 2,58 ua, o excentricitate de 0,04 și o înclinație de 5,1° în raport cu ecliptica.